# Mijamoto Mari
Mijamoto Mari (宮本 真理; Hepburn: Miyamoto Mari) (Japán, 20. század –) japán válogatott labdarúgó.

## Klub
Az OKI FC Winds csapatában játszott.

## Nemzeti válogatott
1999-ben debütált a japán válogatottban. A japán válogatott tagjaként részt vett az 1999-es Ázsia-kupán. A japán válogatottban 1 mérkőzést játszott.

## Statisztika
| Japán válogatott | Japán válogatott | Japán válogatott |
| Időszak          | Mérk.            | gól              |
| ---------------- | ---------------- | ---------------- |
| 1999             | 1                | 0                |
| Összesen         | 1                | 0                |